# Francisc Nemeth
Francisc Nemeth (2 september 1978) is een Roemeense schaker. In 2005 werd hem door de FIDE de titel Internationaal Meester (IM) toegekend.
In 2005 speelde hij mee in het toernooi om het kampioenschap van Roemenië dat in Băile Tușnad gespeeld werd. Alin Berescu eindigde met 8 punten uit 11 ronden op de eerste plaats en Nemeth werd met zeven punten vijfde.